# 扎多內茨凱
49°38′26″N 36°21′18″E / 49.64056°N 36.35500°E
扎多內茨凯（烏克蘭語：Задонецьке）是位於烏克蘭東部的村莊，由哈爾科夫州丘胡伊夫区的茲米伊夫市鎮負責管轄。該村始建於1680年，面積1.31平方公里，海拔高度92米，2001年人口690，人口密度每平方公里525.5人。